# Płetwonurek Eksplorator (PE)
Płetwonurek eksplorator KDP/CMAS (PE) – szkolenie specjalistyczne KDP/CMAS pionu rekreacyjnego. Uczestnik kursu zdobywa wiedzę teoretyczną i umiejętności praktyczne umożliwiające wykonywanie, w charakterze partnera nurkowego, bezpiecznych nurkowań do głębokości 30 metrów.

## Warunki udziału w kursie
- ukończone 15 lat
- posiadanie stopnia Płetwonurka KDP/CMAS * (P1) lub równorzędnego innej organizacji
- posiadanie stopni specjalistycznych, (potwierdzonych certyfikatami KDP/CMAS lub równorzędnych stopni innych organizacji) z zakresu
- nurkowania nocnego (PNO)
- nurkowania nawigacyjnego (PNA)
- 15 zalogowanych nurkowań stażowych poniżej 10 m po uzyskaniu P1
- zgoda rodziców lub opiekunów prawnych w przypadku osób niepełnoletnich na odbycie kursu
- orzeczenie lekarza o niestwierdzeniu przeciwwskazań zdrowotnych do uprawiania płetwonurkowania (wydane nie wcześniej niż 1 rok przed datą rozpoczęcia kursu) lub oświadczenie dotyczące stanu zdrowia (tylko dla osób pełnoletnich)

## Przebieg szkolenia
- zajęcia teoretyczne (8 godzin), zajęcia praktyczne (7 godzin) należy zrealizować w ciągu minimum 2 dni szkoleniowych. Minimum 4 nurkowania w wodach otwartych o łącznym czasie pobytu pod wodą minimum 120 minut. Maksymalny czas realizacji programu nie może być dłuższy niż 2 miesiące

## Kadra kursu
- Instruktor Płetwonurka Eksploratora KDP/CMAS (MPE)
- maksymalna liczba kursantów na 1 instruktora dla zajęć pod wodą: 4

## Uprawnienia
- nurkowanie do głębokości 30 m w towarzystwie osoby o kwalifikacjach minimum KDP/CMAS ** (P2) lub równorzędnych innej organizacji
- są ważne w Polsce i na całym świecie
- szkolenie wymagane przed przystąpieniem do kursu Płetwonurek KDP/CMAS ** (P2)

Po kursie uczestnik otrzymuje wpis do Książki Płetwonurka KDP/CMAS, międzynarodowy certyfikat KDP/CMAS oraz tytuł Płetwonurka Eksploratora (PE).